# Larus californicus
La gaviota californiana o gaviota de California (Larus californicus) es una especie de ave charadriforme de la familia Laridae. Es el ave estatal de Utah,  debido a que se les atribuye el ayudar a los colonos mormones a combatir una plaga de grillos. Un monumento en Salt Lake City conmemora este evento supuestamente milagroso, conocido como el «milagro de las gaviotas».

## Descripción
Es una gaviota de tamaño mediano, en promedio más pequeña que la gaviota argéntea americana (Larus smithsonianus) , pero más grande que la gaviota de Delaware (Larus delawarensis), aunque pueden superponerse en tamaño con ambas.
Los adultos son de apariencia similar a la gaviota argéntea, pero tienen un pico más pequeño de color amarillo con un anillo negro, patas amarillas, ojos marrones y una cabeza más redondeada. El cuerpo es principalmente blanco con el dorso y la parte superior de las alas de color gris. Tienen las primarias negras con puntas blancas. La longitud puede variar desde 46 hasta 55 cm, de 122 a 137 cm de envergadura y la masa corporal puede variar de 430 a 1.045 g.

## Distribución y hábitat
Su hábitat de cría son los lagos y pantanos en el interior occidental de América del Norte, desde los Territorios del Noroeste en el sur Canadá, hasta el este de California y Colorado. 

## Comportamiento
Anida en colonias, a veces con otras aves. El nido es una depresión poco profunda en el suelo, llena de vegetación y plumas. La hembra pone generalmente 2 o 3 huevos. Ambos padres alimentan a los pichones. Son migratorios, principalmente hacia la costa de Pacífico durante el invierno. Es sólo durante esta temporada que esta ave se encuentra regularmente en el oeste de California.
Estas aves se alimentan en vuelo o recogiendo alimento mientras nadan, caminan o vadean. Comen principalmente insectos, peces y huevos. También hurgan en basureros o muelles. Pueden seguir arados en los campos para recoger los insectos agitados por esta actividad.